# 영묘재
영모제(진주강씨 종중제각)은 전북특별자치도 군산시 회현면 대정리에 있는 건축물다. 2004년 12월 24일 군산시의 향토문화유산 제7호로 지정되었다.

## 개요
1681년 건립된 진주강씨(호부사공파)대종중제각으로 콘크리트 1층 기단 위에 자연석 초석을 대고 그 위로 원주 기둥을 댄 형태의 팔작지붕 건물이다.

## 현지 안내문
1681년 건립된 진주강씨 호부사공파 대종중제각의 영묘제는 콘크리트 1층 기단 위에 자연석 초석을 놓고 그 위로 원주기둥을 세운 형태인데 민도리 팔작지붕을 하고 있다.
건물의 규모는 정면 4칸 측면 2칸인데 정면에 툇마루를 두고 중앙에 우물마루의 대청을 중심으로 좌우에 각각 한칸반 규모의 방을 두고 있는데 기와는 새로 고쳐 깔끔한 모습이다. 
대청 천장 대들보에는 “崇禎元後世在辛酉二月初二日辰時開基同初八日立柱同十日日巳時上樑”이라는 묵서명이 있는데, 이 글로 미루어 이 건물이 조선 숙종 7년(1681)에 건립된 건물임을 알 수 있으며, 옆의 화류각은 1930년대 후 반에 건축되었고 행랑채는 1950년에 건축되었으며 삼문과 창고는 1924년에 건립되었다고 전한다.

## 참고 문헌
- 영묘제(진주강씨 대종중제각)[깨진 링크(과거 내용 찾기)] - 군산시 지정 유형문화재